# Aconurella koreacola
Aconurella koreacola är en insektsart som beskrevs av Anufriev 1972. Aconurella koreacola ingår i släktet Aconurella och familjen dvärgstritar. Inga underarter finns listade i Catalogue of Life.